# Station Lyngby
Station Lyngby is het S-tog-station van Kongens Lyngby in de gemeente Lyngby-Taarbæk in Denemarken. Het station is geopend op 1 oktober 1863.
Solrød Strand · Karlslunde · Greve · Hundige · Ishøj · Vallensbæk · Brøndby Strand · Avedøre · Friheden · Åmarken · Ny Ellebjerg · Sjælør · Sydhavn · Dybbølsbro · København H · Vesterport · Nørreport · Østerport · Nordhavn · Svanemøllen  · Hellerup · Jægersborg · Lyngby · Holte · Birkerød ·  Høvelte · Allerød · Hillerød
Køge · Ølby · Køge Nord · Jersie · Solrød Strand · Karlslunde · Greve · Hundige · Ishøj · Ny Ellebjerg · Sjælør · Sydhavn · Dybbølsbro · København H · Vesterport · Nørreport · Østerport · Nordhavn · Svanemøllen · Hellerup · Bernstorffsvej · Gentofte · Jægersborg · Lyngby · Sorgenfri · Virum · Holte